# Zeche Herrenbank (Altendorf)
Die Zeche Herrenbank in Essen-Altendorf ist ein ehemaliges Steinkohlenbergwerk. Die Zeche war auch unter den Namen Zeche Herrenbanck, Zeche Herrnbank und Zeche Herrenbank im Essenschein bekannt.

## Bergwerksgeschichte
Bereits im Jahr 1623 wurde der Name Herrenbank das erste Mal urkundlich erwähnt. Vermutlich handelt es sich bei dieser urkundlichen Erwähnung um die Nennung des Flözes. Im Jahr 1749 erfolgte die Belehnung durch die Fürstäbtissin an die Gewerken Philipp Lange & Consorten. Die Gewerkschaft benannte sich anschließend um in Gewerkschaft Sälzer. Am 10. September des Jahres 1800 erfolgte eine erneute Belehnung durch die Fürstäbtissin. Im Jahr 1802 wurden zwei Zechen mit dem Namen Herrenbank in einer Denkschrift des Kriegs- und Domainenrathes Heinrich erwähnt. Beide Zechen hatten eine identische Förderung von 120 Ringel, eine der Zechen gehörte Wilhelm, die andere Henrich Siepmann. Vermutlich handelte es sich bei den Besitzern um Brüder. Im Juni des Jahres 1803 waren 22 Bergleute auf dem Bergwerk beschäftigt, die eine Förderung von 1636 Ringel Steinkohle erbrachten.
Im Jahr 1804 kam es vermutlich zur Konsolidation der beiden Zechen Herrenbank zur Zeche Vereinigte Sälzer & Neuack. Trotz der Konsolidation waren beide Betriebe weiterhin eigenständig tätig. Die maximale Förderung wurde im Jahr 1808 erbracht, es wurden 5872 Tonnen Steinkohle gefördert. Im Jahr 1810 wurde an insgesamt 14 Förderschächten abgebaut. Namentlich waren dies die Schächte oder Gesenke Andreas, Busch, Friedrich, Johann, Ahrens, Gerhard, Leo, Lena, Martha, Hermann, Henricus, Langen, Wilhelm und Pfeiler. Im März des Jahres 1811 wurde die Zeche Herrenbank aufgrund einer bergbehördlichen Verfügung stillgelegt. Der Schacht Herrenbank blieb bis auf weiteres offen für die Zeche Vereinigte Sälzer & Neuack, der Schacht wurde im Jahr 1872 aufgegeben.